# Autographa gamma
Espèce
Synonymes
- Phytometra gamma
- Plusia gamma

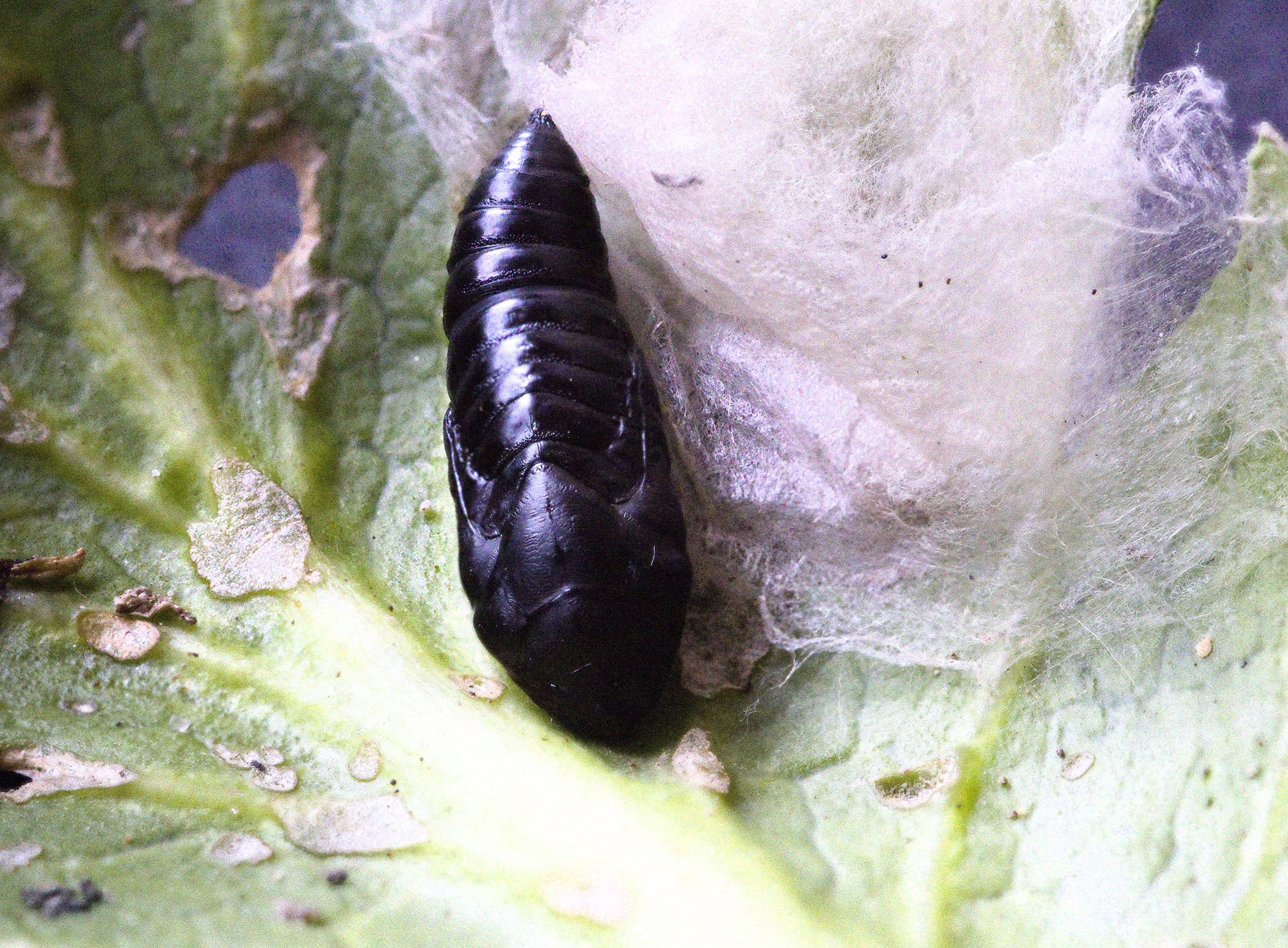
Chrysalide d’Autographa gamma - Muséum de Toulouse

Le Gamma ou Lambda, Autographa gamma, est une espèce de lépidoptères (papillons) de la famille des Noctuidae.

## Description
L'imago mesure 40 à 45 mm d'envergure, jusqu'à 25 mm de longueur. Ses ailes antérieures sont jaune brunâtre avec, au centre, une tache blanche rappelant la forme de la lettre grecque γ gamma (ou λ lambda selon l'angle de vue d'où le nom vernaculaire lambda parfois attribué). Les ailes postérieures sont brun clair, enfumées sur leur pourtour. Ces papillons sont capables de voler très rapidement.
La chenille atteint la même taille que l'adulte, sa tête est petite et jaunâtre. Son corps est de couleurs variables : souvent vert clair avec 6 lignes blanchâtres longitudinales. Elle est munie seulement de 2 paires de fausses pattes abdominales et d'une paire de fausses pattes anales. Elle se déplace comme les arpenteuses. La nymphe, verte à l'origine, devient noire et l'imago en sort au bout de 10 à 15 jours.
Les œufs aplatis et verdâtres, sont dissimulés sous les feuilles de plantes généralement adventices ou cultivées.

## Noms vernaculaires
- en français : le Gamma, le Lambda, la Noctuelle gamma ou la Plusie gamma.
- en anglais : Silver Y
- en allemand : Gammaeule

## Alimentation
La chenille peut consommer plus de 200 espèces de plantes différentes dont un certain nombre de plantes cultivées. Elles sont particulièrement une menace pour les betteraves, les pommes de terre, les céréales, le lin, les plantes légumières et même les plants de pépinière.
Une étude a cherché à savoir si la chenille était particulièrement attirée par les plantes qui émettent plus de certaines molécules quand elles sont exposées ou surexposées aux UV, réputés être des produits de réaction au stress qui éloignerait les animaux phytophages. Ce ne semble pas être le cas. La chenille mange moins, mais la plante exposée aux UV est plus riche en azote ce qui la rend plus nourrissante.

## Activité de nuit
Cette espèce, comme d'autres papillons perçoit divers composés organiques volatils émis par les fleurs. 
Dans l'environnement nocturne et en laboratoire des individus autochtones se montrent en particulier fortement attirés par le parfum de l'orchidée Platanthera bifolia (attraction confirmée expérimentalement en « tunnel de vol »).

Il se montre également très attiré par Cirsium arvense, Saponaria officinalis (Caryophyllaceae) et par les rhododendrons (Rhododendron sp.) ; on peut parfois trouver plusieurs dizaines d'adultes sur le même plant. Il est également attiré par les valérianes, des asters, Centaurea scabiosa, Trifolium pratense (Fabaceae), les Buddleja, lilas, arbres aux faisans, ou encore Nepeta faassenii (Lamiaceae). Un plant de coton exposé à titre de témoin parmi des plantes autochtones dans un tunnel de vol n'a par contre attiré aucun  individu.
On sait cependant aussi que certains papillons (et d'autres insectes) sont plus attirés toute leur vie par les fleurs de la première espèce qu'ils ont rencontrée et qui leur a fourni du pollen et/ou nectar (phénomène d'apprentissage puis de « constance florale », important pour le succès de la pollinisation qui nécessite que le pollen circule d'une plante à l'autre au sein de la même espèce), même si d'autres espèces dans le même environnement fournissent ensuite une nourriture qui aurait pu leur convenir.

## Comportement
La chenille comme le papillon sont nocturnes ; toutefois, le papillon butine souvent le jour, se pose sur les fleurs (des jardins en particulier), sans cesser de battre rapidement des ailes.
Les Autographa gamma adultes migrent isolément ou en petits groupes ou encore en essaims comprenant parfois plusieurs millions d'individus et parcourent des centaines de kilomètres. Lors des années au climat favorable, ils produisent deux à trois générations et en conséquence pullulent. 
Des Autographa gamma ont envahi le Stade de France lors de la Finale du championnat d'Europe de football 2016.

## Répartition
Ils vivent en Europe jusqu'à la Finlande et l'Islande, en Asie et en Afrique du Nord.